# 김영삼 대통령 생가
김영삼 대통령 생가(金永三 大統領 生家)는 경상남도 거제시 장목면 외포리에 있는 대한민국 제14대 대통령 김영삼이 태어난 집이다.

## 소개
김영삼은 1929년 1월 14일 경상남도 거제시 장목면 외포리 대계마을의 생가에서 태어났으며 13세까지 이 곳에서 자랐고 이후 서울대학교에 입학하고, 만 25세에 최연소 국회의원이 되어서 현재의 서울특별시 동작구 상도동의 사저에서 지냈고 1993년 대한민국 제14대 대통령으로 취임하면서 청와대에서 5년동안 국정수행을 하였으며 1998년 만기 퇴임하여 상도동 사저에서 지내고 2015년 서거하였다.
원래는 허름하게 보이는 가옥이었으나, 거제시가 관광지 조성을 위해 2001년 기와집 형태로 복원하였다.

## 현황
현재의 생가는 2001년에 거제시에서 새로 지은 생가로 전향적인 기와집 형태이며 본채, 사랑채, 안채 등으로 구성되어있고 시주문과 돌담으로 꾸며졌으며 안에는 당시 대통령 국정수행 당시 사진과 청와대에서 집무를 봤던 사진이 전시되어 있고 고인이 생전에 썼던 휘호와 김영삼 전 대통령 흉상이 있다.
입장료는 무료이다.

## 관련문의
- 거제시청 관광과